# Détective Dee
Le détective Dee est un personnage fictif, héros d'une série de films hongkongais réalisés par Tsui Hark.

## Présentation
Détective Dee : Le Mystère de la flamme fantôme, sorti en 2010, et ses deux préquelles Détective Dee 2 : La Légende du Dragon des mers, sorti en 2013 et Détective Dee 3 : La Légende des Rois célestes sorti en 2018.
Détective Dee and the Red Eye sorti en novembre 2021
Le personnage du détective Dee est inspiré par Di Renjie qui avait déjà inspiré Robert van Gulik pour le personnage du Juge Ti.